# Bennigundihalli, Arsikere
Bennigundihalli là một làng thuộc tehsil Arsikere, huyện Hassan, bang Karnataka, Ấn Độ.